# Биг-Стон-Гап
Биг-Стон-Гап (англ. Big Stone Gap) — город в округе Уайз  в штате Виргиния США. По данным переписи 2020 года, численность населения составляла 5254 человека.

## Население
| 2010 | 2010  | 2020  |
| ---- | ----- | ----- |
| 5643 | ↘5614 | ↘5254 |